# Эпкор-тауэр
Эпкор-тауэр — офисная башня в центре города Эдмонтон, Альберта, Канада. Башня увенчана двумя шпилями, на каждом из которых установлено по четыре флагштока. Если принять во внимание шпили, то с 2011 по 2017 год это было самое высокое здание Эдмонтона. Epcor Tower — первое здание в проекте Station Lands. В число арендаторов входят EPCOR Utilities, Capital Power, Ernst & Young, Intuit и BioWare.

## История
Строительство башни началось в мае 2007 года, когда EPCOR Utilities начала искать предложения от разработчиков по аренде 24000 м2 офисных помещений для своих 1100 сотрудников в центре Эдмонтона.
7 декабря 2007 года было объявлено, что компания выбрала Qualico для предоставления помещения при строительстве новой офисной башни на территории Station Lands возле CN Tower. Epcor заключила договор аренды на 20 лет, чтобы стать основным арендатором башни с возможностью продления на 15 лет. Структура была сертифицирована на соответствие серебряному стандарту или выше по программе Leadership in Energy and Environmental Design (LEED). Сертификация LEED — это широко используемый стандарт для снижения потребления энергии, воды и других ресурсов в зданиях.
Строительство башни началось весной 2008 года и было завершено в 2011 году.
В апреле 2008 года городской совет Эдмонтона утвердил финансирование в размере 45 миллионов долларов на немедленное строительство 180-метровой подземной части будущего метро под подземным паркомом башни одновременно со строительством здания. Скоординированные строительные работы сэкономили городу Эдмонтон примерно 140 миллионов долларов. Строительство оставшейся линии метро возобновилось в 2012 году, а линия была открыта в сентябре 2015 года.
Также в апреле 2008 года Qualico объявила о намерении подать заявку на право размещения в новом здании канадской национальной портретной галереи. Однако позже в том году федеральное правительство отменило этот план.

## Галерея

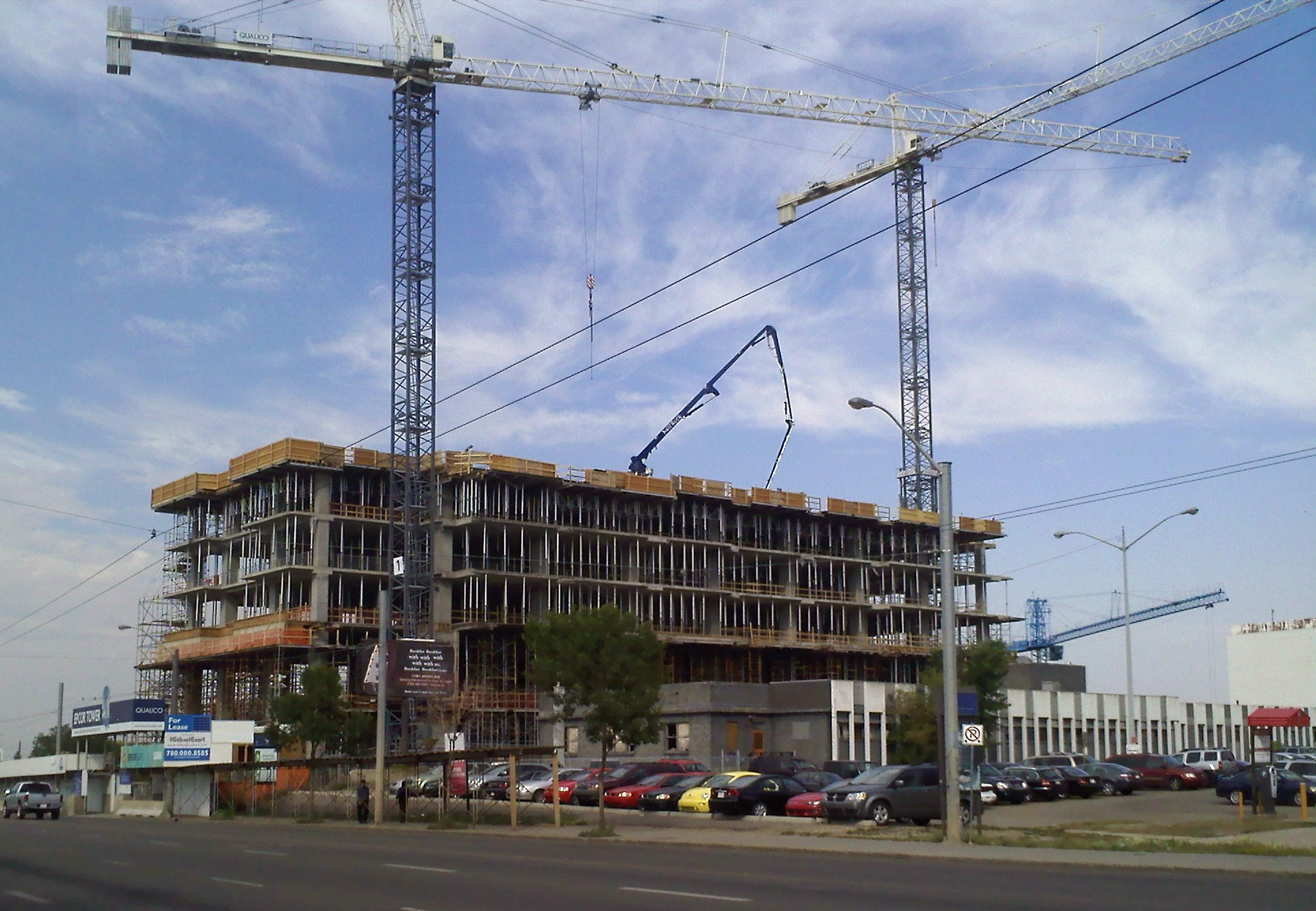
Строительство EPCOR Tower в сентябре 2009 г.
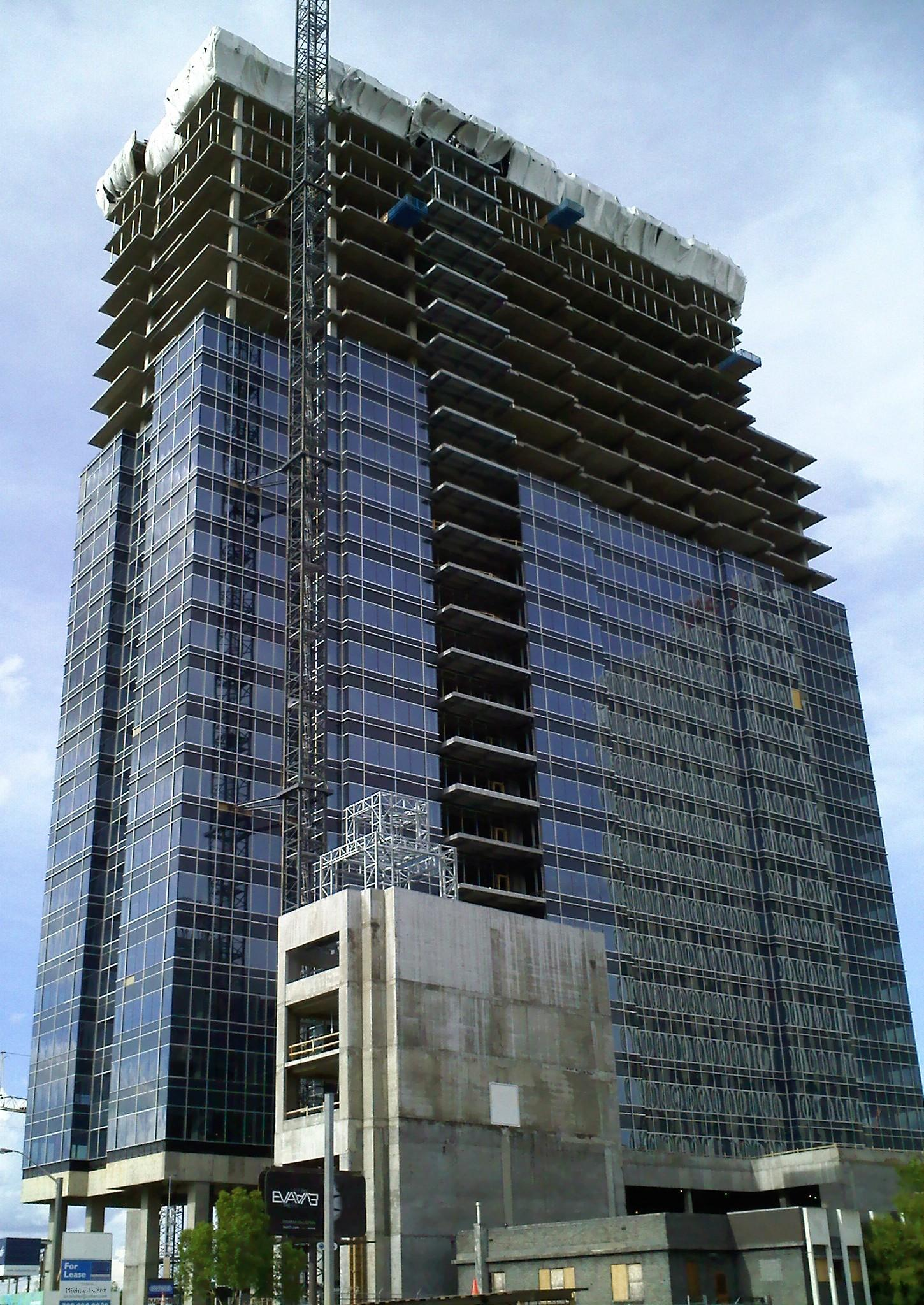
Строительство EPCOR Tower в июне 2010 г.
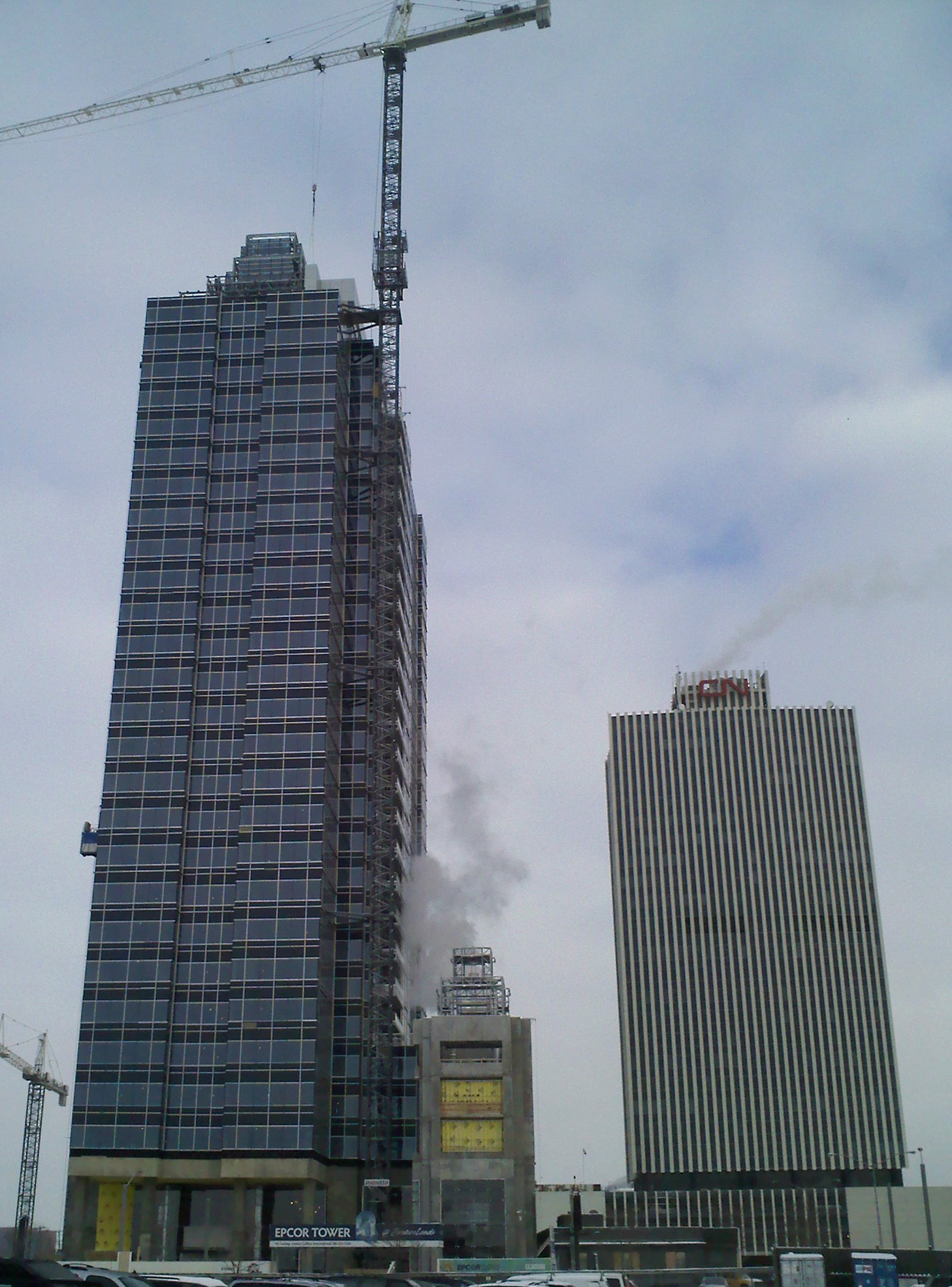
Башня EPCOR и CN Tower в декабре 2010 г.
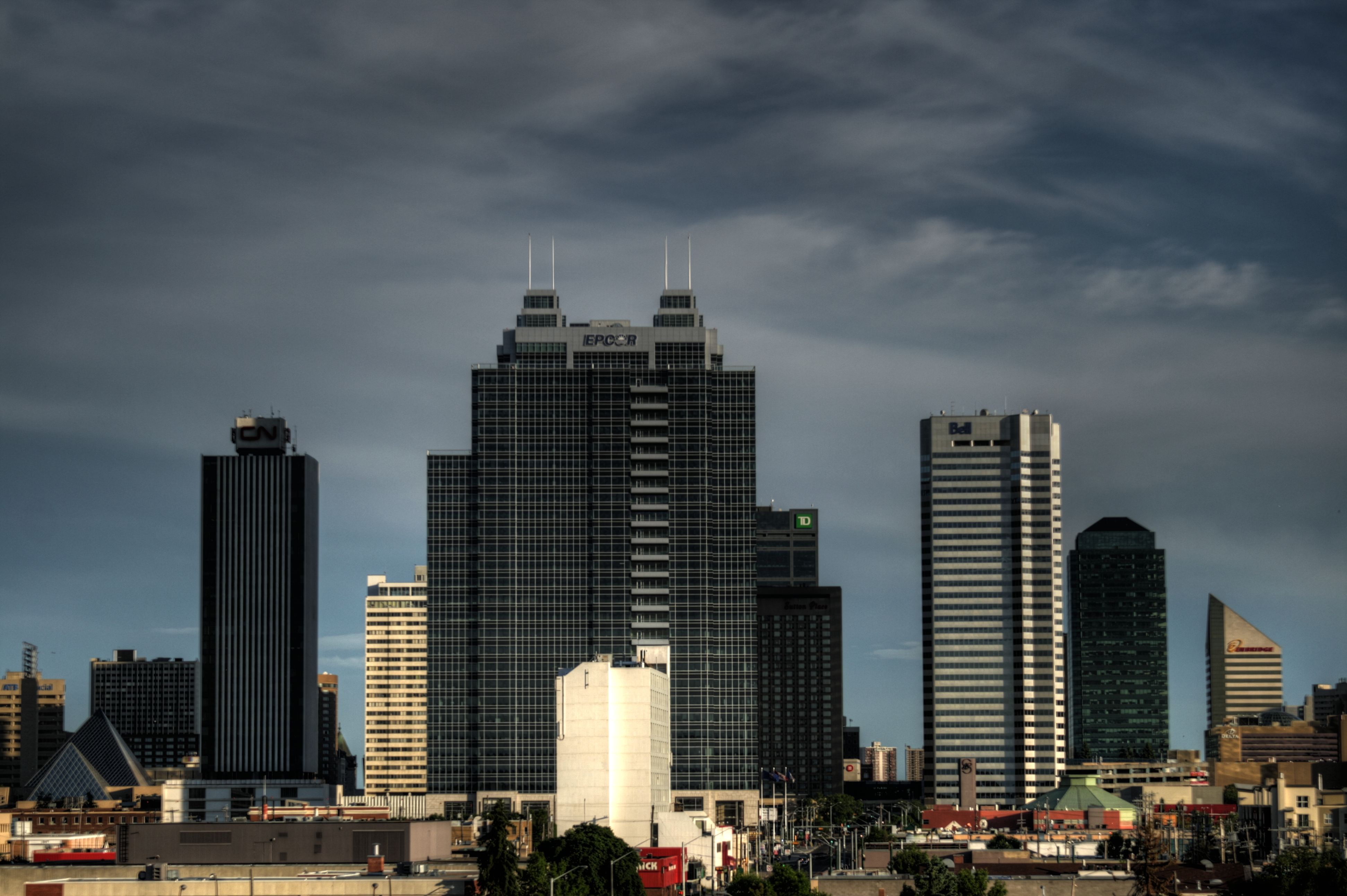
Вид с юга на башню Epcor, лето 2012 г.